# Пасо-дель-Серро
Пасо-дель-Серро (исп. Paso del Cerro) — населённый пункт сельского типа на севере центральной части Уругвая, в департаменте Такуарембо.

## География
Расположен в северо-восточной части департамента Такуарембо, примерно в 40 км от административного центра департамента, города Такуарембо. Населённый пункт находится на 407 км национального шоссе № 5. К востоку от Пасо-дель-Серро протекает река Такуарембо. Абсолютная высота — 125 метров над уровнем моря.

## Население
Население по данным на 2011 год составляет 235 человек.
| Год  | Население |
| ---- | --------- |
| 1963 | 528       |
| 1975 | 308       |
| 1985 | 241       |
| 1996 | 231       |
| 2004 | 310       |
| 2011 | 235       |

Источник: Instituto Nacional de Estadística de Uruguay